# Liste der Monuments historiques in Saint-Gilles-Vieux-Marché
Die Liste der Monuments historiques in Saint-Gilles-Vieux-Marché führt die Monuments historiques in der französischen Gemeinde Saint-Gilles-Vieux-Marché auf.

## Liste der Bauwerke
| Bezeichnung       | Beschreibung | Standort | Kennzeichnung | Schutzstatus | Datum | Bild           |
| ----------------- | ------------ | -------- | ------------- | ------------ | ----- | -------------- |
| Menhir von Callac | Neolithikum  | (Lage)   | PA00089628    | Classement   | 1974  | weitere Bilder |